# André Beckers
André Beckers (* 10. Oktober 1927 in Bressoux, heute ein Stadtteil von Lüttich; † 5. Juni 2021) war ein belgischer Comiczeichner.

## Werdegang
André Beckers studierte an der Kunstakademie Lüttich. Bereits 1942 zeichnete er seinen ersten Comic in der Pfadfinderzeitschrift Cocorico. Georges Troisfontaines stellte ihn in seiner World’s Press-Agentur ein, wo er Victor Hubinon in der ersten Episode von Buck Danny und in Rik Junior unterstützte. In Spirou konnte er technische Zeichnungen veröffentlichen. Beeinflusst durch Buck Danny schuf er mit Mac Tomson einen eigenen Fliegercomic.
Mehrere Jahre arbeitete er bei der Tageszeitung La Meuse. Erst 1954 begann er wieder Comics zu zeichnen. In dieser Zeit arbeitete er auch für die International Press von Yvan Chéron. Er machte sich selbstständig und war für die französische Presse tätig. Schließlich wurde er Nachfolger von Will als künstlerischer Leiter von Tintin.
Ein schwerer Autounfall im Jahr 1961 beendete praktisch seine Karriere als Zeichner. Er veröffentlichte nur mehr Kurzgeschichten und verlagerte sich aufs Schreiben. Ansonsten arbeitete er als Innendekorateur und eröffnete eine Zeichenschule.

## Werke
- 1942: La patrouille des aigles
- 1946: Monsieur Bim
- 1949: Mac Tomson
- 1955: Roger Rafale
- 1959: Onkel Paul
- 1969: Stany Derval
- 1980: Romarin